# Norair Nurikjan
Norair Nurikjan (bulgarisch Нораир Нурикян, armenisch Նորայր Նուրիկյան, englische Transkription Norair Nurikyan; * 26. Juli 1948 in Sliwen; † 11. März 2025) war ein bulgarischer Gewichtheber armenischer Herkunft. Er war 1972 und 1976 Olympiasieger im Bantam- bzw. im Federgewicht.

## Werdegang
Norair Nurikjan stammt aus einer armenischen Familie, die in Sliwen ansässig war. In seiner Jugend spielte er zunächst Basketball, wurde aber in einer Talentsuche-Veranstaltung als Gewichtheber entdeckt. In dieser Sportart machte er auf Grund seiner hervorragenden körperlichen Voraussetzungen schnelle Fortschritte. Er wurde bald in die bulgarische Junioren-Nationalmannschaft aufgenommen und dort von Iwan Abadschiew trainiert. Seine wirtschaftliche Basis fand er als Armeeangehöriger beim Zentralen Sportclub der Armee (ZSKA) in Sofia.
Bereits mit 20 Jahren wurde er bei der Welt- und Europameisterschaft in Warschau eingesetzt. Das war sein erster Start bei einer internationalen Meisterschaft. Er schaffte dort im Bantamgewicht im olympischen Dreikampf 317,5 kg (92,5-100-125) und belegte damit in der Weltmeisterschaftswertung den 5. Platz und gewann in der Europameisterschaftswertung sogar die Bronzemedaille.
Seinen nächsten Einsatz bei einer internationalen Meisterschaft absolvierte Nurikjan im Jahre 1971 bei der Europameisterschaft in Sofia. Er schaffte dort im olympischen Dreikampf im Federgewicht 380 kg (120-115-145), die aber nur für den 5. Platz reichten. Sieger wurde dort Jan Wojnowski aus Polen, der auf 397,5 kg kam. Bei der Weltmeisterschaft 1971 in Lima schaffte er wieder 380 kg und kam damit wie bei der Europameisterschaft auf den 5. Platz.
1972 steigerte er sich bei der Europameisterschaft in Constanța im olympischen Dreikampf auf 387,5 kg (120-117,5-157,5), wurde da aber noch von Dito Schanidse aus der UdSSR, der 395 kg erreichte auf den 2. Platz verwiesen. Bei den Olympischen Spielen in München konnte er aber den Spieß umdrehen. Er erreichte mit 402,5 kg (127,5-117,5-157,5) einen neuen Dreikampf-Weltrekord und gewann damit die Goldmedaille vor Dito Schanidse, der sich auf 400 kg (127,5-120-152,5) steigerte.
Im Jahre 1973 war Nurikjan nicht ganz in der Form des Jahres 1972. Er wurde sowohl bei der Europameisterschaft dieses Jahres in Madrid, als auch bei der Weltmeisterschaft in Havanna von Dito Schanidse im Federgewicht auf den 2. Platz verwiesen. Die Abstände waren freilich immer knapp. In Madrid siegte Schanidese im neuen Zweikampf (das Drücken war Ende 1972 abgeschafft worden) mit 272,5 : 270 kg und in Havanna mit 272,5 kg : 267,5 kg.
1974 ging es für Nurikjan bei der Europameisterschaft in Verona und bei der Weltmeisterschaft in Manila noch einmal um einen Platz zurück. Er belegte beide Male den 3. Platz. In Verona unterlag er mit 265 kg (115–150) seinem Landsmann Georgi Todorow, 272,5 kg u. Dito Schanidse, der ebenfalls 272,5 kg erreichte und in Manila, wo er sich auf 277,5 kg (122,5–155) steigerte, blieb er hinter Georgi Todorow, 280 kg (125–155) und Nikolai Kolesnikow aus der UdSSR, der wie er 277,5 kg erreichte, aber etwas leichter war.
Bei der Welt- und Europameisterschaft 1975 in Moskau musste Nurikjan auf Geheiß von Trainer Iwan Abadschiew aus mannschaftstaktischen Gründen kurzfristig in das Bantamgewicht abtrainieren. Dieser Wechsel bekam ihm aber schlecht, denn geschwächt vom übermäßigen Gewichtmachen fabrizierte er bei diesem Wettkampf drei Fehlversuche im Reißen und blieb deshalb unplatziert.
1976 musste er die Tortur des Abtrainierens bei den internationalen Meisterschaften wiederholen. Bei der Europameisterschaft in Berlin (Ost) gelang ihm das aber gut und er wurde mit 255 kg (110–145) Europameister im Zweikampf vor Leszek Skorupa aus Polen und Karel Prohl aus der CSSR. Auch bei den Olympischen Spielen in Montreal trainierte er in das Bantamgewicht ab und landete dort mit 262,5 kg (117,5–145) im Zweikampf seinen zweiten Olympiasieg, wobei er Grzegorz Cziura aus Polen, 252,5 kg und Kenchiko Ando aus Japan, 250 kg (107,5–142,5) hinter sich ließ.
Nach diesen Olympischen Spielen beendete er seine Gewichtheberlaufbahn. Nurikjan hatte schon während seiner aktiven Zeit begonnen an der Sporthochschule in Sofia Sport zu studieren. Er schloss dieses Studium ab und wurde Trainer, zeitweise sogar Cheftrainer, der bulgarischen Gewichtheber-Nationalmannschaft. Später wurde er Generalsekretär des bulgarischen Gewichtheberverbandes. In diesen Funktionen war er zusammen mit dem Verbandspräsidenten Anton Kodschabaschew, Iwan Abadschiew und anderen Funktionären und Trainern für viele Erfolge verantwortlich, die bulgarische Gewichtheber erzielten. Leider war er aber auch für viele Dopingskandale mitverantwortlich, in die bulgarische Gewichtheber in jenen Jahren verwickelt waren. Doping bei den bulgarischen Gewichthebern zieht sich wie ein roter Faden seit den Olympischen Spielen 1976, wo der Goldmedaillengewinner Walentin Christow und der Silbermedaillengewinner Blagoj Blagoew gedopt waren bis zum Jahre 2008, wo die komplette bulgarische Gewichtheber-Mannschaft, insgesamt elf Athleten, des Dopings überführt wurden, durch den bulgarischen Gewichthebersport.

## Internationale Erfolge
| Jahr | Platz | Wettbewerb                            | Gewichtsklasse | |
| ---- | ----- | ------------------------------------- | -------------- | --- |
| 1969 | 5.    | WM + EM (3.) in Warschau              | Bantam         | mit 317,5 kg (92,5-100-125), hinter Mohamed Nassiri, Iran, 360 kg, Atanas Kirow, Bulgarien, 347,5 kg, Hiroki Ono, Japan, 342,5 kg u. Zorro Fiat, Rumänien, 330 kg   |
| 1970 | 6.    | Intern. Turnier in Minsk              | Feder          | mit 345 kg (110-105-130) hinter Golubzow, UdSSR, 380 kg |
| 1971 | 5.    | EM in Sofia                           | Feder          | mit 380 kg (120-115-145), hinter Jan Wojnowski, Polen, 397,5 kg, Dito Schanidse, UdSSR, 395 kg, János Benedek, Ungarn, 390 kg u. Mladen Kutschew, Bulgarien, 385 kg |
| 1971 | 5.    | WM in Lima                            | Feder          | mit 380 kg (120-115-145) |
| 1972 | 2.    | EM in Constanța                       | Feder          | mit 387,5 kg (120-117,5-150), hinter Dito Schanidse, 395 kg, vor Mieczysław Nowak, Polen, 375 kg                                                                    |
| 1972 | Gold  | OS in München                         | Feder          | mit 402,5 kg (127,5-117,5-157,5), vor Dito Schanidse, 400 kg (127,5-120-152,5) u. János Benedek, 390 kg                                                             |
| 1973 | 1.    | Intern. Turnier in Berlin (Ost)       | Feder          | mit 250 kg, vor Borczynski, Polen, 230 kg |
| 1973 | 1.    | Intern. Turnier in Paris              | Feder          | mit 260 kg (115–145), vor János Benedek, 255 kg |
| 1973 | 2.    | EM in Madrid                          | Feder          | mit 270 kg (122,5–147,5), hinter Dito Schanidse, 272,5 kg, vor János Benedek, 267,5 kg                                                                              |
| 1973 | 2.    | WM in Havanna                         | Feder          | mit 267,5 kg (115–152,5), hinter Dito Schanidse, 272,5 kg, vor Jan Wojnowski, 257,5 kg                                                                              |
| 1973 | 1.    | Balkan-Spiele                         | Feder          | mit 265 kg (120–145) |
| 1974 | 3.    | EM in Verona                          | Feder          | mit 265 kg (115–150), hinter Georgi Todorow, Bulgarien, 272,5 kg (120–152,5) u. Dito Schanidse, 272,5 kg (120–152,5)                                                |
| 1974 | 3.    | WM in Manila                          | Feder          | mit 277,5 kg (122,5–155), hinter Georgi Todorow, 280 kg (125–155) u. Nikolai Kolesnikow, UdSSR, 277,5 (120–157,5)                                                   |
| 1974 | 1.    | Balkan-Meisterschaften in Burgas      | Feder          | mit 270 kg (120–150), vor Grigoras, Rumänien, 232,5 kg |
| 1975 | 1.    | Donau-Pokal-Turnier in Donaueschingen | Feder          | mit 270 kg (120–150), vor János Benedek, 255 kg u. Karel Prohl, CSSR, 247,5 kg                                                                                      |
| 1975 | unpl. | WM + EM in Moskau                     | Bantam         | nach drei Fehlversuchen im Reißen; Sieger: Atanas Kirow, Bulgarien, 255 kg                                                                                          |
| 1975 | 1.    | Balkan-Meisterschaften in Sombor      | Feder          | mit 260 kg, vor Grigoras, 247,5 kg |
| 1976 | 1.    | EM in Berlin (Ost)                    | Bantam         | mit 255 kg (110–145), vor Leszek Skorupa, Polen, 252,5 kg u. Karel Prohl, 252,5 kg                                                                                  |
| 1976 | Gold  | OS in Montreal                        | Bantam         | mit 262,5 kg (117,5–145) vor Grzegorz Cziura, Polen, 252,5 kg u. Kenchiko Ando, Japan, 250 kg                                                                       |

## WM + EM-Einzelmedaillen
- WM-Goldmedaillen: 1972/Stoßen/Feder – 1973/Stoßen/Feder – 176/Reißen/Bantam – 1976/Stoßen/Bantam
- WM-Silbermedaillen: 1974/Reißen/Feder
- WM-Bronzemedaillen: 171/Stoßen/Feder – 1972/Drücken/Feder – 1974/Stoßen/Feder
- EM-Goldmedaillen: 1973/Reißen/Feder – 1976/Stoßen/Bantam
- EM-Silbermedaillen:1972/Reißen/Feder – 1972/Stoßen/Feder – 1973/Stoßen/Feder – 1976/Reißen/Bantam
- EM-Bronzemedaillen: 1969/Stoßen/Bantam – 1975/Stoßen/Feder

## Weltrekorde
| Datum   | Ort            | Disziplin        | Gewichtsklasse | Leistung                     |
| ------- | -------------- | ---------------- | -------------- | ---------------------------- |
| 12.4.75 | Donaueschingen | Reißen           | Feder          | 127 kg                       |
| 12.6.75 | Jambol         | Reißen           | Feder          | 127,5 kg                     |
| 29.8.72 | München        | Olymp. Dreikampf | Feder          | 402,5 kg (127,5-117,5-157,5) |
| 18.7.76 | Montreal       | Zweikampf        | Bantam         | 262,5 kg (117,5–145)         |

## Erläuterungen
- bis 1972 alle Wettkämpfe im olympischen Dreikampf, bestehend aus Drücken, Reißen und Stoßen,
- seit 1973 alle Wettkämpfe im Zweikampf, bestehend aus Reißen und Stoßen,
- OS = Olympische Spiele,
- WM = Weltmeisterschaft,
- EM = Europameisterschaft,
- Bantamgewicht, damals bis 56 kg Körpergewicht,
- Federgewicht, damals bis 60 kg Körpergewicht,
- 1972 und 1976 galten die Ergebnisse bei den Olympischen Spielen gleichzeitig als WM-Ergebnisse

## Einzelnachweis
1. ↑  Напусна ни великият Норайр Нурикян. In: bntnews.bg. 12. März 2025, abgerufen am 12. März 2025 (bul).